# Edoras
Edoras er en fiktiv by i J.R.R. Tolkiens Ringenes Herre. Edoras er hovedstaden i landet Rohan, og det er der Rohans konge bor.
| Fiktion | Spire Denne artikel om en historie eller noget fiktivt er en spire som bør udbygges. Du er velkommen til at hjælpe Wikipedia ved at udvide den. |